# Enhanced Music
Enhanced Music est un label britannique fondé par le DJ et musicien anglais Will Holland en 2008, basé à Londres.
De nombreux artistes y ont été découverts, comme Audien ou encore le jeune Arty.
Les Tritonal, copropriétaires du label depuis avril 2013, y ont signé grand nombre de leurs singles (Now or never, Satellite, Follow Me Home...), tous de grands succès internationaux.

## Sous-labels
Enhanced Music est divisé en 8 sous-labels, chacun spécialisé dans un genre bien particulier :
| - Enhanced Recordings (2006) - Enhanced Progressive (2006) - Digital Society Recordings (2009) - Supercomps (2009) | - Air Up There Recordings (2010-2013) - Always Alive Recordings (2011) - Colorize (2011) - Lange Recordings (2011) |

## Artistes
| - Aerosoul - Alex Klingle - Arty - Aruna - Audien - AWD - Codeko - Daniel Kandi - Estiva - Eximinds - Falcon - Ferry Tayle - Fast Distance - Jaco - Johan Vilborg - Juventa - Kago Pengchi - Karanda | - Lange - Las Salinas - LTN - Noah Neiman - Ost & Meyer - Paris Blohm - Rodrigo Deem - Soundprank - Speed Limits - Suncatcher - Tania Zygar - Temple One - Terry Da Libra - Thomas Hayes - Tritonal - Tygris - Will Holland - Yoel Lewis |

## Enhanced Sessions
Un podcast Enhanced Sessions est diffusé chaque semaine, présentant les nouveautés musicales et les dernières sorties du label. Le 14 juin 2015, le podcast atteignit les 300 épisodes.